# Tachina sacontala
Tachina sacontala là một loài ruồi trong họ Tachinidae.